# أليكسي نافالني
أليكسي أناتولييفيتش نافالني (الروسية: Алексей Анатольевич Навальный)، (4 يونيو 1976 – 16 فبراير 2024) هو محام وناشط سياسي روسي. منذ عام 2009، اكتسب شهرة في روسيا، وخصوصًا في وسائل الإعلام الروسية، كناقد للفساد، وخاصة من الرئيس الروسي فلاديمير بوتين. وقد استغل مدونته على موقع لايف جورنال لتنظيم مظاهرات واسعة النطاق لمعالجة هذه القضايا. كما أنه يكتب مقالات بانتظام في العديد من المنشورات الروسية، مثل فوربس روسيا. وفي مقابلة عام 2011 مع رويترز، ادعى نافالني أن نظام بوتين السياسي يضعف بسبب الفساد لدرجة أن روسيا قد تواجه تمردًا على غرار الربيع العربي في غضون خمس سنوات.
نافالني هو عضو مجلس تنسيق المعارضة الروسية وهو الزعيم غير الرسمي لحزب التحالف الشعبي وهو حزب لم يتم بعد تسجيله رسميًا. وقد تم تسجيله رسميًا كمرشح (بدعم من ر.ب.ر بارناس) في انتخابات عمدة موسكو التي جرت يوم 8 سبتمبر 2013. اتهم بالتخطيط لسرقة 16 مليون روبل من شركة أخشاب مملوكة للدولة أثناء عمله مستشارًا لحاكم منطقة كيروف عام 2009، وطالب ممثلو الادعاء توقيع عقوبة السجن لمدة ست سنوات لهذه التهمة. في 18 يوليو حكمت إحدى محاكم كيروف بسجنه 5 سنوات مع دفع غرامة قدرها 500 ألف روبل.
هذه القضية التي اتهم فيها أليكسي أثارت ردود فعل داخل روسيا وخارجها، فقد قال ميخائيل جورباتشوف آخر زعيم للاتحاد السوفيتي إن «استخدام القضاء في الخلاف ضد خصوم سياسيين غير مقبول» وقال أن مجمل القضية «تؤكد مع الأسف أنه ليس لدينا قضاء مستقل». وقالت كاثرين آشتون مفوضة الشؤون الخارجية في الاتحاد الأوروبي إن الحكم يطرح أسئلة خطيرة حول وضع حكم القانون في روسيا.
جردت منظمة العفو الدولية أليكسي نافالني، من صفة «سجين رأي»، بعدما وصلتها شكاوى تلقي الضوء على تعليقات معادية للأجانب أدلى بها في الماضي ولم ينبذها.
في 16 فبراير 2024، وجد ميتًا في زنزانته، وقد أعلنت دائرة السجون الفيدرالية في تقريرها أنه قد فقد الوعي وقد تم استدعاء طاقم الاسعاف لكن ذلك لم يسفر عن أي نتيجة، ليعلن بذلك وفاته.

## حالة التسمم
في 20 أغسطس 2020، وبينما كان نافالني يستقل طائرة من سيبيريا إلى موسكو، فقد وعيه واضطرت الطائرة للهبوط حيث نقل نافالني إلى مستشفى الطوارئ بمدينة أومسك الروسية وووضع بعدها على جهاز تنفس اصطناعي، وتحدثت ناطقة بأسمه عن شبهة تسمم تعرض لها. وذكر نائب مدير المستشفى بأن الأطباء يفعلون ما بوسعهم «لإنقاذ حياته» وأنه لم يتم تشخيص حالته بالتسمم بعد ولكنها وصفت بالخطيرة، وفي 21 أغسطس 2020، سمح أطباء المستشفى بنقل نافالني على متن طائرة إلى ألمانيا لتلقي العلاج، وذلك بناءا على طلب من زوجته يوليا نافالنا تقدمت به إلى الرئيس الروسي فلاديمير بوتين، حيث تم نقله على متن سيارة إسعاف من المستشفى ترافقها سيارات الشرطة إلى المطار، وكان في إستقبالهم حينذاك أطباء ألمان لنقله إلى عيادة «شاريتيه» بمدينة برلين. وبحسب قولهم فإن حالة الناشط الروسي مستقرة ولكنها حرجة.
في 17 يناير 2021، اعتقلته مصلحة إنفاذ القانون الروسية فور وصوله مطار شيريميتييفو الدولي في العاصمة الروسية موسكو قادمًا من ألمانيا بموجب مذكرة سابقة صادرة بحقه بتهمة الاحتيال، وقال نافالني «أنا لست خائفا. أنا أعرف أني على حق.. وأن القضية الجنائية المرفوعة ضدي ملفقة».
في ديسمبر 2023 نقل أليكسي نافالني إلى سجن في بلدة (خارب) بمنطقة (يامالو-نينيتس) ذاتية الحكم في القطب الشمالي بعد أن انقطعت أخباره قرابة 3 أسابيع حسبما أعلنت المتحدثة باسمه كيرا يارميش.

## التظاهرات
صدرت دعوات للاحتجاج والتظاهر بسبب القبض عليه، وفي 23 يناير 2021 وقعت تظاهرات في عدة مدن روسية، قابلتها الشرطة الروسية بمزيد من الحزم.
وفي 15 ديسمبر 2023، قال داعمون للسياسي الروسي المعارض إن مكان وجوده لا يزال غير معروف، وذلك بعد قول سلطات السجن إنه لم يعد في منشأة عقابية يقضي فيها عقوبته.

## جائزة سخاروف
حصل نافانلي على جائزة سخاروف لحرية الفكر لعام 2021، وذلك تقديرا لمقاومته للفساد.

## الوفاة
توفي أليكسي نافالني في سجنه بمنطقة يامالو-نينيتس في القطب الشمالي بتاريخ 16 فبراير 2024 عن عمر ناهز السابعة والأربعين، وقال فريق عمله أن السلطات أبلغت والدته بأنه توفي بـ«متلازمة الموت المفاجئ»، كما طالب بتسلّم جثمانه فوراً. فيما اتهمت أرملته الرئيس الروسي فلاديمير بوتين بـ«قتل» زوجها. وفي 24 فبراير 2024 تسلمت والدته جثمانه. كما تم تحديد إقامة جنازته في 1 مارس 2024 في كنيسة بجنوب موسكو. ولاحقًا تجمع آلاف الأشخاص للمشاركة في جنازته، رغم تحذيرات الكرملين ورددوا عبارة «لا للموت» ثم تم نُقل جثمانه إلى مقبرة بوريسوفو القريبة.
وفي 27 فبراير 2024 أعلنت كيرا يارميش، المتحدثة باسم زعيم المعارضة الروسية أليكسي نافالني، أن جنازة نافالني ستقام في كنيسة بمنطقة مارينو جنوب شرق موسكو بعد ظهر الجمعة وأنه سيتم دفن الجثمان في مقبرة قريبة. حملت ماريانا كاتزاروفا، المقررة الخاصة للأمم المتحدة المعنية بحالة حقوق الإنسان في روسيا، موسكو مسؤولية وفاة نافالني مؤكدة أنه إما قُتل في السجن أو توفي بسبب ظروف احتجاز وصلت إلى التعذيب.

## روابط خارجية
- أليكسي نافالني على موقع IMDb (الإنجليزية)
- أليكسي نافالني على موقع ميتاكريتيك (الإنجليزية)
- أليكسي نافالني على موقع الموسوعة البريطانية (الإنجليزية)
- أليكسي نافالني على موقع روتن توميتوز (الإنجليزية)
- أليكسي نافالني على موقع مونزينجر (الألمانية)
- أليكسي نافالني على موقع ميوزك برينز (الإنجليزية)
- أليكسي نافالني على موقع قاعدة بيانات الفيلم (الإنجليزية)